# Nokia 808 PureView

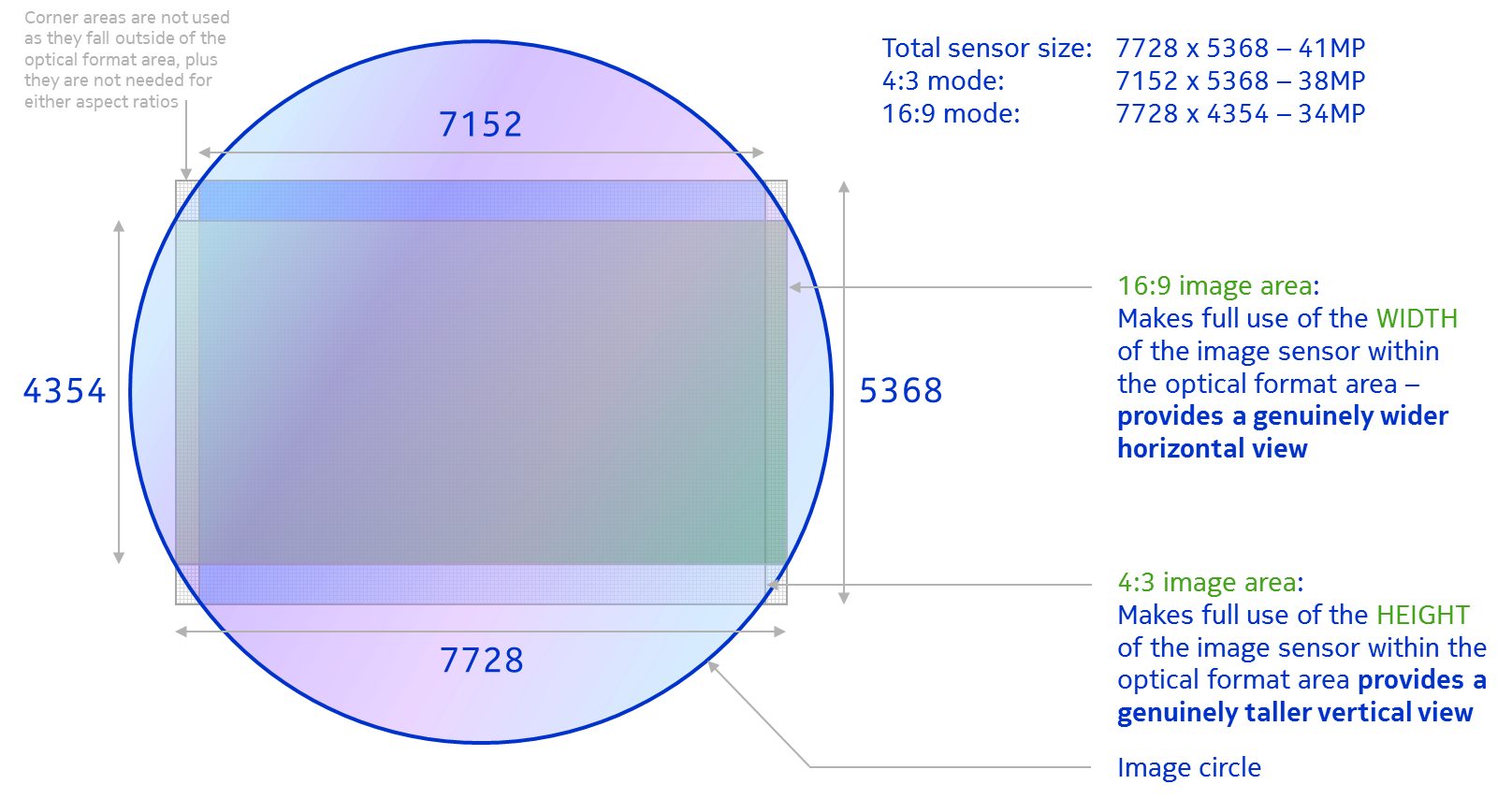
The image circle and the 16:9 and 4:3 image areas for PureView Pro sensor

O Nokia 808 PureView é um smartphone Symbian que foi revelado pela primeira vez dia 27 de fevereiro de 2012, durante a MWC. Foi muito elogiado por ter uma das melhores câmeras da época, por registrar fotos muito boas à noite e por ter zoom sem nenhuma perda de qualidade na imagem. Porém, ele foi muito criticado pelo peso exagerado, pelo calombo exagerado da câmera e porque traz um sistema operacional defasado, o Symbian.

## Auto - foco

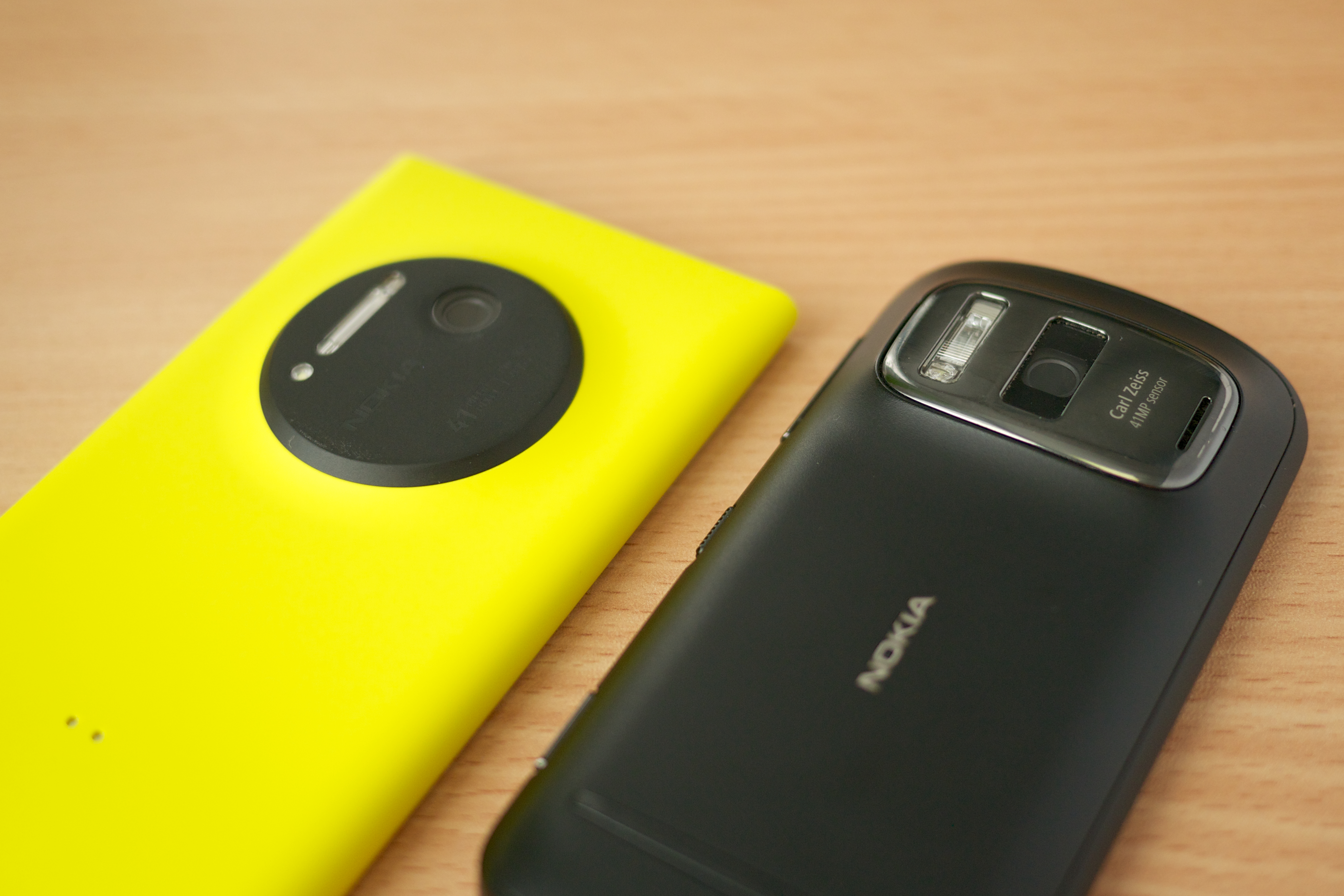
O 808 PureView, comparado com o seu sucessor, o Lumia 1020

O PureView Pro possui focagem automática contínua em todos os modos de disparo, close-up (Macro), detecção de face, o foco de toque , com fácil ponto de foco manualmente.